# Mike Blunden
Michael Blunden (Toronto, 15 dicembre 1986) è un ex hockeista su ghiaccio canadese, di ruolo attaccante.

## Carriera
Blunden fu selezionato al secondo giro in 43ª posizione assoluta nell'NHL Entry Draft 2005 dai Chicago Blackhawks, dopo aver giocato nelle quattro stagioni precedenti con gli Erie Otters nella Ontario Hockey League. Alla conclusione dell'ultima stagione con gli Otters, il 24 maggio 2006, Blunden firmò in primo contratto professionistico con i Chicago Blackhawks. Per alcuni mesi prima del suo debutto in NHL giocò con la formazione affiliata in AHL dei Norfolk Admirals, totalizzando 12 presenze.
L'esordio di Blunden in NHL avvenne nel corso della stagione 2006-07, con 9 partite con la maglia dei Blackhawks. Tuttavia la sua stagione si concluse già il 10 dicembre 2006 dopo un infortunio alla spalla, mentre giocava in AHL con i Rockford IceHogs.
Il 10 gennaio 2009 Blunden fu ceduto dai Blackhawks ai Columbus Blue Jackets in cambio di Adam Pineault. Nelle due stagioni e mezzo successive giocò 41 incontri in NHL, trascorrendo la maggior parte del tempo con le formazioni affiliate in AHL dei Syracuse Crunch e dei Springfield Falcons.
Il 7 luglio 2011 si trasferì dai Columbus Blue Jackets ai Montreal Canadiens in cambio di Ryan Russell. Dopo la prima stagione il suo contratto fu rinnovato per un altro anno, alternando presenze con i Canadiens con altre presso gli Hamilton Bulldogs.
Dalla stagione 2014-2015 Blunden entrò a far parte per due stagioni dell'organizzazione dei Tampa Bay Lightning, giocando però soprattutto in AHL con la maglia dei Syracuse Crunch. Nel biennio successivo è stato invece sotto contratto con gli Ottawa Senators, ma ha raccolto solo 3 presenze in NHL, giocando ancora una volta perlopiù in AHL con i Binghamton Senators e - dopo lo spostamento della franchigia a Belleville - coi Belleville Senators.
A luglio 2018 è stato ingaggiato dall'HC Bolzano per la stagione 2018-19 di EBEL.

## Palmarès

### Nazionale
- Campionato mondiale di hockey su ghiaccio Under-20: 1

Canada 2006